# Hansaline (Schiff, 1968)
Die Hansaline, seit 2003 Pacific Queen, ist ein ehemaliges Butterschiff, das mittlerweile in Panama verkehrt. Im Gegensatz zu anderen Schiffen dieser Größe wurde sie zur Überführung nicht verladen, sondern fuhr auf eigenem Kiel an ihren neuen Einsatzort.

## Geschichte

### Hansaline
Die Hansaline wurde von Lindstøls Skibs & Båtbyg in Risør in Norwegen gebaut und erhielt die Baunummer 266. Am 1. Juli 1968 wurde das Schiff an die Reederei Hansa Linien A/S im dänischen Sønderborg geliefert. Es wurde zunächst auf der Strecke Sønderborg–Gelting–Flensburg–Kollund bzw. zwischen Flensburg und Gråsten eingesetzt. 1976 ging es in den Besitz des Freizeitcenters Scholte & Co. KG in Bremen über. Ab 1981 gehörte es La Ubitur S.A. & Abagodos Panamenos S. A. in Panama und wurde im Fährdienst ab Piräus eingesetzt. 1985 war das Schiff an Viking Båtarna verchartert und pendelte zwischen Malmö und Kopenhagen, 1986 wurde es an die E. H. Rasmussen GmbH in Flensburg erst verchartert und dann verkauft. Registriert wurde das Schiff damals für Viking Co. Shipping Ltd., Panama. In den 1990er Jahren wurde die Hansaline an die Viking Reederei Personenschiffahrt (Jordt & Petersen) in Flensburg verchartert und zwischen Flensburg und Kollund eingesetzt. 

### Pacific Queen
Nach dem Verkauf an Panama Marine Adventure wurde das Schiff im Jahr 2003 auf Pacific Queen umgetauft. Es wurde auf der Friedrichswerft in Kiel umgebaut, nach Panama überführt und fortan auf dem Panamakanal eingesetzt.
Der Verkauf nach Panama erfolgte, nachdem das Schiff vom TÜV nicht mehr für den deutschen Seeverkehr zugelassen worden war. Bei dem Umbau in Kiel wurden die unteren Salonfenster der Fähre verschweißt und der Salon zu einem Schlafsaal umgestaltet. Für die Überführungstour nach Panama nahm das Schiff zusätzliche 32.000 Liter Diesel an Bord. Die Fahrt nach Panama dauerte 42 Tage und ging nicht reibungslos vonstatten. Bereits auf der Nordsee geriet das Schiff in einen Gewittersturm, in England musste das Steuergerät repariert werden. Zwei Wochen lang saß das Schiff dann im Hafen von Las Palmas fest, weil die neuen Eigner die Hafengebühr nicht pünktlich bezahlten. Danach gab es Probleme mit den hohen karibischen Temperaturen. Der Kapitän des Schiffs soll nach der Überführung auf die Frage, ob er eine solche Fahrt noch einmal machen würde, geantwortet haben: „Nöö, datt langt! Sowas macht man nur einmal im Leben!“
Als Pacific Queen wird das Schiff einmal monatlich für eine Fahrt durch den gesamten Panamakanal genutzt. Fahrten durch einen Teil des Kanals von der Isla Flamenco aus werden allsamstäglich angeboten. Das Schiff verfügt über zwei geschlossene Decks und ein teilweise überdachtes Sonnendeck.